# Petasos

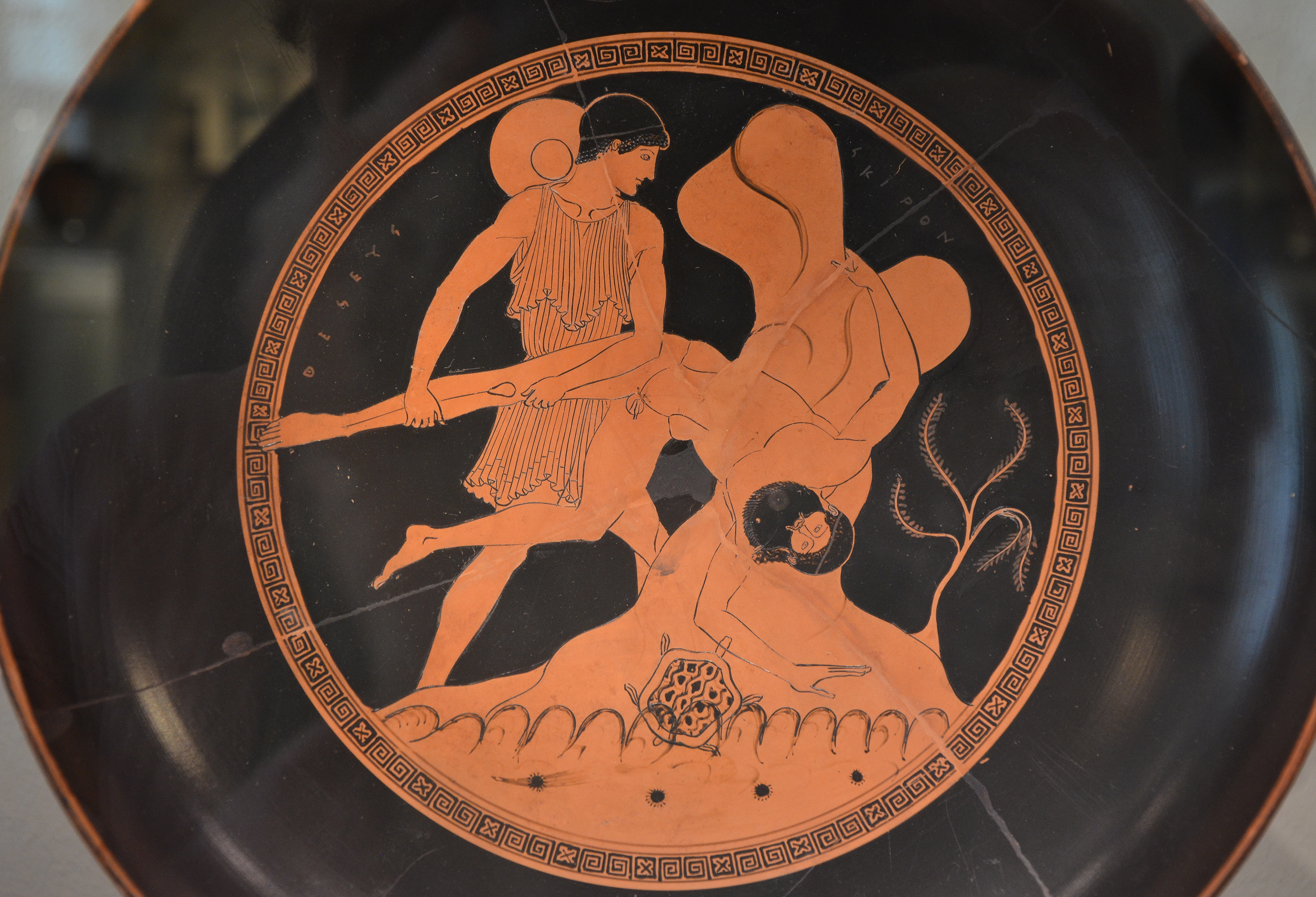
Vasenmalerei auf einer Trinkschale (Kylix) des Malers Duris (um 480 v. Chr.): Theseus, der einen Petasos im Nacken hängen hat, versenkt den Räuber Skiron im Meer

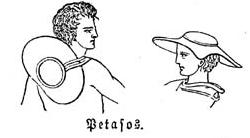
Petasos, Zeichnung aus Meyers

Der Petasos (altgriechisch πέτασος pétasos) war im antiken Griechenland ein flacher Filz- oder Strohhut mit breiter, runder Krempe, die oft auch mit vier bogenförmigen Einschnitten versehen erscheint. Der Petasos von Frauen war höher als der von Männern. Mit einem Riemen unter dem Kinn konnte der Petasos festgehalten werden.
Er stammte aus Thessalien und diente mit der Chlamys als Tracht der Epheben. Mit dem geflügelten Petasos wird gewöhnlich Hermes dargestellt.
Die Römer und Griechen trugen ähnliche Hüte auf dem Land und auf Reisen, in der Stadt meist nur im Theater zum Schutz gegen die Sonne.